# Грузинский авангард
Грузинский авангард — художественное явление, которое развивалось на фоне глубинных социальных и политических перемен — от поздней Российской империи до революции 1917 года и первых лет Советской власти. После 1932 года авангард был вытеснен официальной доктриной социалистического реализма. Движение авангардистов объединило художников разных направлений, писателей, поэтов, театральных деятелей, которые родились в Грузии или жили на грузинской земле в период с 1900 по 1930 годы.

## История
К началу XX века грузинское изобразительное искусство не имело национальной школы: опиралось на провинциальную реалистическую традицию и мощную средневековую. Решались два важных вопроса — как стать частью европейской культуры, с одной стороны, и как сохранить традиции, создав собственную национальную школу, с другой.
Работы Нико Пиросмани, современника первых модернистов, нельзя отнести к авангарду, но именно они стали отправной точкой в развитии грузинского искусства начала 1910-х — первой половины 1930-х годов.
В 1910-е годы Давид Какабадзе, Илья Зданевич, Александр Бажбеук-Меликян и другие отправились из Грузии на учёбу в Санкт-Петербург и Москву. Они активно включились в столичную художественную жизнь, сблизились с представителями русского авангарда, участвовали в выставках и диспутах, выступали с художественными манифестами.
В начале 1920-х многие грузинские художники отправились в Париж, где познакомились с А. Дереном, А. Модильяни А. Марке, Ф. Леже, Л. Фужитой, а также с русскими авангардистами М. Ларионовым и Н. Гончаровой. Л. Гудиашвили учился в Академии Рансона; К. Зданевич — в Академии Гранд Шомьер . В Париже прошел ряд выставок с участием грузинских художников.
Тифлис стал центром творческого эксперимента, «маленьким Парижем». Культурная жизнь города была насыщена событиями: артистические кафе наперебой устраивали поэтические турниры, режиссёр МХТ и создатель Свободного театра в Москве Константин (Котэ) Марджанишвили в Грузии успешно сотрудничал с молодыми художниками Петрэ Оцхели и Ираклием Гамрекели. Здесь выступали Владимир Маяковский и Осип Мандельштам, в Тифлис переехали поэты Василий Каменский и Алексей Кручёных, в консерватории преподавал Генрих Нейгауз. Философ Георгий Гурджиев открыл здесь первый «Институт гармонического развития человека» и «Школу коллективной гимнастики».
Интеллектуальная жизнь процветала в Тифлисе и после советизации Грузии в 1921 году. Авангардный эксперимент продолжался на протяжении 1920-х годов. В марте 1924 года была создана группа «H2SO4», члены которой издавали журнал под тем же названием; в 1926 году вернулся из Парижа Гудиашвили, в следующем году — Какабадзе, а поэты Симон Чиковани , Тициан Табидзе и Паоло Яшвили продолжали писать и публиковать свои стихи вплоть до конца 1930-х годов. Затем, в обстановке жестких политических репрессий откровенные художественные эксперименты прекратились; в личной и творческой судьбе многих героев грузинского авангарда начала XX века в полной мере отозвались драматизм истории страны.

## Известные представители
- Нико Пиросмани — художник-самоучка, представитель примитивизма, один из крупнейших мастеров наивного искусства[2][6].
- Ладо Гудиашвили — грузинский и советский художник-живописец, график, монументалист, педагог[7].
- Давид Какабадзе — самый изобретательный и радикальный из грузинских авангардистов, был одержим идеей создания национальной грузинской школы в искусстве.
- Братья Зданевич — Кирилл и Илья Зданевичи испытывали влияние французского кубофутуризма, их вариант художественной концепции получил название «оркестровой живописи» или «всёчества». Также известны, как первооткрыватели творчества Пиросмани.
- Ираклий Гамрекели — советский театральный художник. В своих работах стремился объединить динамику футуристов, интенсивность цвета экспрессионистов, графичность и дробность формы кубистов и энергию супрематистов.

## Выставки
1913 г. Москва. Выставка «Мишень»
Первая российская выставка работ Нико Пиросмани.
1919 г. Тбилиси, Храм Славы (сегодня — Национальная галерея Грузии). Выставка грузинских художников: Л.Гудиашвили, Д.Какабадзе и Ш.Кикодзе и других.
По её итогам Общество поощрения художников, действуя от имени правительства Грузинской Демократической Республики, командировало нескольких молодых авторов для продолжения учёбы в Париж. Среди избранных оказались Л.Гудиашвили, Д.Какабадзе и Ш.Кикодзе.
1925 г. Париж, галерея Жозефа Бийе (Joseph Billiet). Персональная выставка Ладо Гудиашвили.
Автор вступительной статьи к каталогу — знаменитый поэт, писатель, художественный критик Андре Сальмон.
1926 г. Бруклинская международная выставка, в которой принял участие Давид Какабадзе.
1939 г. Лондон. Выставка театральных художников.
Эскизы Петрэ Оцхели были отмечены золотой медалью. Самого художника уже не было в живых.
2016 г. Государственный музей изобразительных искусств имени А. С. Пушкина. Грузинский авангард: 1900—1930-е. Пиросмани, Гудиашвили, Какабадзе и другие художники. Из музеев и частных собраний.
Было собрано более 200 произведений живописи, станковой и театрально-декорационной графики из крупнейших музейных и частных России и Грузии.
2019 г. Галерея «На Шаболовке»(выставочный центр, который входит в Объединение «Выставочные залы Москвы»). «Левее левизны. Грузинский авангард в книге».
Выставка, посвященная грузинскому книжному авангарду 1920—1930-х годов, было представлено более 100 книг и журналов, оформленных грузинскими художниками с 1922 по 1937 год. Все издания были найдены историком книги и букинистом Павлом Чепыжовым во время поездок в Тбилиси.
2023 г. В Брюсселе была организована выставка «The Avant-Garde in Georgia (1900—1936)», проходившая в рамках флагманской выставки Europalia.
В экспозиции было представлено: более 150 работ, рассказывающих о подготовке и последствиях короткого периода независимости страны в 1918—1921 годах, с момента падения Российской царской империи до её присоединения к СССР.

## Малоизвестные представители грузинского авангарда
В 2025 году вышел иллюстрированный альбом-каталог ‘‘Unknown Georgian Avant-Garde’’ (составитель — Ida Berlin), посвященный творчеству малоизвестных широкой публике, но значимых представителей грузинского альтернативного искусства XX столетия. Издание акцентирует внимание на творческом наследии художников, чьи произведения составляют важную часть культурной идентичности Грузии. Каталог издан при участии Музей изящных искусств Дижона и Грузинского национального музея, выпущен на русском и английском языках, ограниченным тиражом.